# Hunter Brzustewicz
Hunter Brzustewicz, född 29 november 2004, är en amerikansk professionell ishockeyback som är kontrakterad till Calgary Flames i National Hockey League (NHL) och spelar för Calgary Wranglers i American Hockey League (AHL).
Han har tidigare spelat för Kitchener Rangers i Ontario Hockey League (OHL) och Team USA i United States Hockey League (USHL).
Brzustewicz draftades av Calgary Flames i tredje rundan i 2023 års draft som 75:e spelare totalt.

## Statistik
| 2017–2018  | Honeybaked Hockey Club U13 | HPHL       | 17  | 0  | 6   | 6   | 0  | —  | — | —  | —  | —  |
| 2018–2019  | Honeybaked Hockey Club U14 | HPHL       | 20  | 8  | 27  | 35  | 8  | —  | — | —  | —  | —  |
| 2019–2020  | Oakland Jr. Grizzlies U15  | HPHL       | 10  | 3  | 6   | 9   | 2  | —  | — | —  | —  | —  |
|            | Oakland Jr. Grizzlies U15  |            | 66  | 15 | 96  | 111 | —  | —  | — | —  | —  | —  |
| 2020–2021  | U.S. National U17 Team     |            | 3   | 0  | 2   | 2   | 0  | —  | — | —  | —  | —  |
| 2021–2022  | Team USA                   | USHL       | 25  | 0  | 9   | 9   | 0  | —  | — | —  | —  | —  |
|            | U.S. National U18 Team     |            | 55  | 2  | 18  | 20  | 10 | —  | — | —  | —  | —  |
| 2022–2023  | Kitchener Rangers          | OHL        | 68  | 6  | 51  | 57  | 12 | 9  | 0 | 4  | 4  | 0  |
| 2023–2024  | Kitchener Rangers          | OHL        | 67  | 13 | 79  | 92  | 24 | 10 | 1 | 8  | 9  | 12 |
| 2024–2025  | Calgary Flames             | NHL        | 1   | 0  | 0   | 0   | 0  | —  | — | —  | —  | —  |
|            | Calgary Wranglers          | AHL        | 69  | 5  | 26  | 31  | 12 | —  | — | —  | —  | —  |
| NHL totalt | NHL totalt                 | NHL totalt | 1   | 0  | 0   | 0   | 0  | —  | — | —  | —  | —  |
| OHL totalt | OHL totalt                 | OHL totalt | 135 | 19 | 130 | 149 | 36 | 19 | 1 | 12 | 13 | 12 |

### Internationellt
| Källa: Uppdaterad: 2025-04-18 | Källa: Uppdaterad: 2025-04-18 | Källa: Uppdaterad: 2025-04-18 |         | Utv = Utvisningsminuter | Utv = Utvisningsminuter | Utv = Utvisningsminuter | Utv = Utvisningsminuter | Utv = Utvisningsminuter |
| År                            | Lag                           | Mästerskap                    | Matcher | Mål                     | Assists                 | Poäng                   | Utv                     |                         |
| ----------------------------- | ----------------------------- | ----------------------------- | ------- | ----------------------- | ----------------------- | ----------------------- | ----------------------- | ----------------------- |
| 2020                          | USA                           | Ungdoms-OS                    | 4       | 0                       | 3                       | 3                       | 2                       |                         |
| 2021                          | USA                           | Hlinka Gretzky                | 4       | 0                       | 3                       | 3                       | 0                       |                         |
| 2022                          | USA                           | U18-VM                        | 5       | 0                       | 2                       | 2                       | 2                       |                         |
| Junior totalt                 | Junior totalt                 | Junior totalt                 | 13      | 0                       | 8                       | 8                       | 4                       |                         |